# Jetřichovice

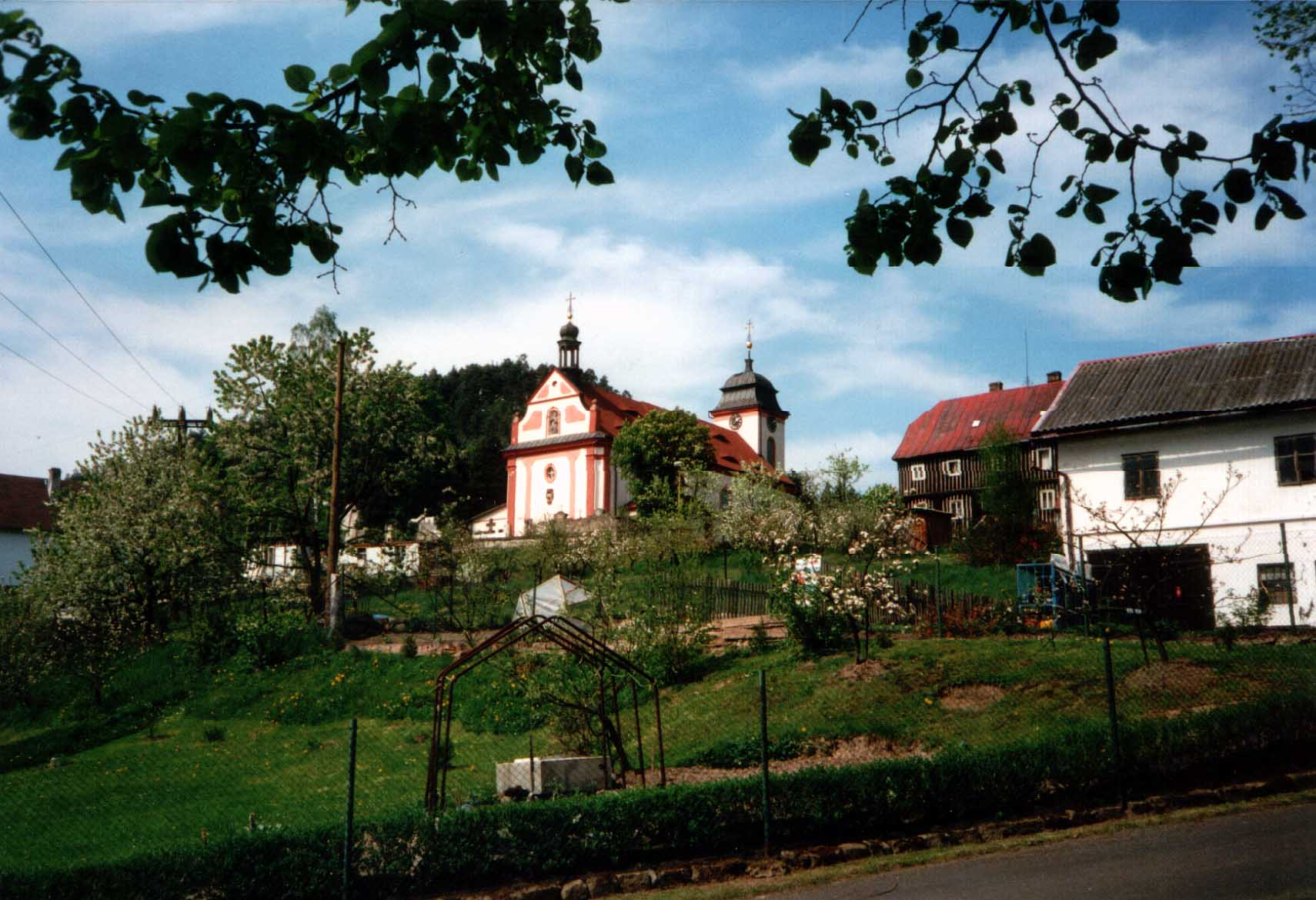
Kościół Jana Nepomucena

Jetřichovice (niem. Dittersbach) – miejscowość w północnych Czechach w kraju usteckim, w powiecie Děčín.

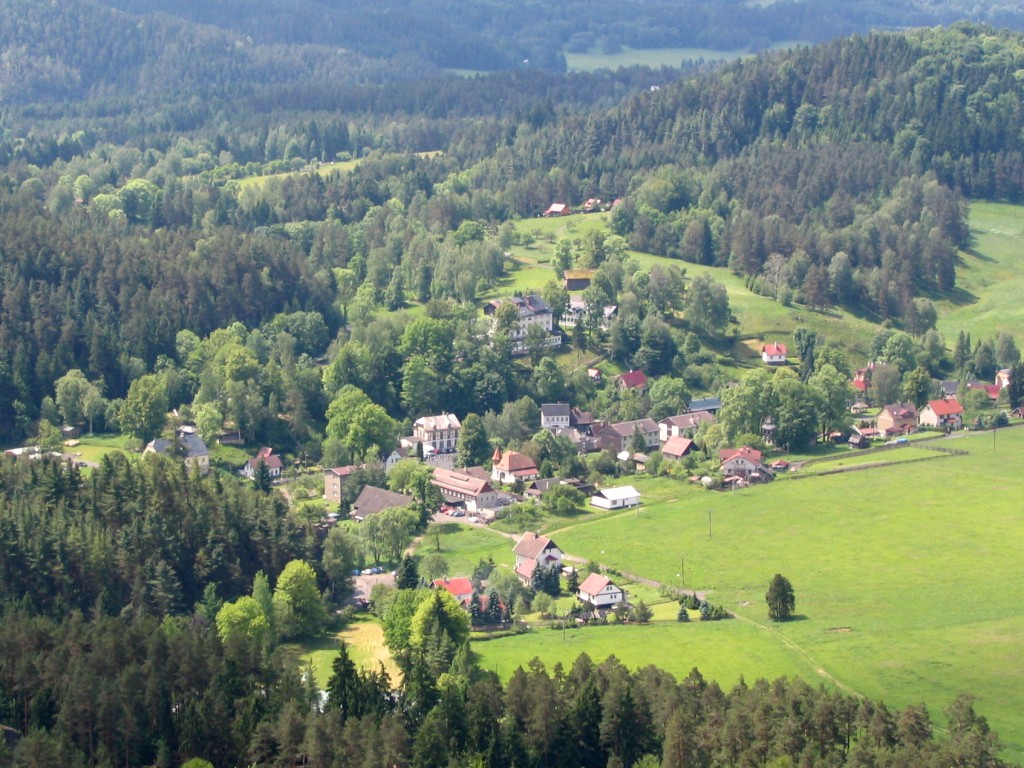
Widok na Jetřichovice od strony północnej z punktu widokowego na wzniesieniu Mariina skála

## Położenie
Jetřichovice to śródgórska, miejscowość letniskowa, położona w północnych Czechach, w północno-wschodniej części obszaru chronionego krajobrazu Łabskie Piaskowce (czes. CHKO Labské pískovce), na wysokości 234 m n.p.m., około 5 km na południowy zachód, od centrum miejscowości Chřibská przy południowo-wschodniej granicy Parku Narodowego Czeska Szwajcaria (czes. NP České Švýcarsko), około 2,7 km na zachód od granicy obszaru chronionego krajobrazu Gór Łużyckich (CHKO Lužicke hory).

## Charakterystyka
Jest to stara miejscowość, położona w dolinie górskiego potoku Jetřichovická Bélá, między Górami Łużyckimi a skalnymi wzniesieniami Czeskiej Szwajcarii. Jest to wydłużona miejscowość charakteryzująca się wąską i luźną zabudową. Większość zabudowań stanowią zabytkowe budynki, położone wzdłuż potoku i drogi, niektóre są wciśnięte pomiędzy pionowe skały, których kilkudziesiątmetrowe wierzchołki górują nad miejscowością. Powierzchnia miejscowości wynosi 44,21 km² i zamieszkuje w niej ponad 600 mieszkańców. Obecnie miejscowość jest znanym ośrodkiem turystycznym i wypoczynkowym oraz wybitnym miejscem dla alpinistów. Nad miejscowością góruje Mariina skála (pol. Skała Marii) z drewnianą altanką. Miejscowość stanowi turystyczny punkt wyjściowy wycieczek do Czeskiej Szwajcarii i Jetřichovických stěn.

## Historia
Miejscowość została założona pod koniec XIII wieku, pierwsze wzmianki o miejscowości pochodzą z końca XIV wieku i są związane z pobliskim zamkiem na skale Falkenštejn, (pol. Falkensztejn). Po upadku zamku miejscowość została podporządkowana grodowi Tolsztejn. Pisemne źródła z XVI i XVII wieku podają, że w miejscowości istniały tartaki, w których przecierano drzewo z okolicznych lasów. W okolicy pracowało kilka pieców smolnych, w których wytwarzano smołę, terpentynę, kalafonię oraz węgiel drzewny. Ludność trudniła się rolnictwem i rzemiosłem. W XIX wieku miejscowość leżała na terytorium rodu Kinskych. Pod koniec XIX wieku Jetřichovice zaczęły być coraz bardziej popularne jako miejsce wypoczynku i atrakcja turystyczna, w rezultacie propagowania turystycznych walorów regionu przez Kinskych.

## Zabytki
- Późnobarokowy kościół św. Jana Nepomucena z 1752 roku
- Ludowa architektura – domy przysłupowe.

## Ciekawe miejsca
- Rudolfův kámen
- Vilemínina stěna
- Mariina skála
- Skalny zamek Falkenštejn
- PR Pavlínino údolí
- PR Babylon